# Viburnum hanceanum
Viburnum hanceanum är en desmeknoppsväxtart som beskrevs av Carl Maximowicz. Viburnum hanceanum ingår i släktet olvonsläktet, och familjen desmeknoppsväxter. Inga underarter finns listade i Catalogue of Life.